# Ensemble FOVE
Ensemble FOVE（アンサンブル フォーヴ）は第一線で活躍するクラシックの演奏家によって結成された次世代型アンサンブル。
コアメンバー14名から最大編成50名程のオーケストラまで、プロジェクトによってその形態は変容する。
作曲家・坂東祐大の呼びかけによって、2014年から数回の単発企画を経て、2016年設立。ジャンルの枠を拡張する新しいアートの実験・実践を旨とし、新しい聴覚体験を提案する。

## グループ名について
New FOcus, New Vision and Experiment

## 活動
- 2018年4月には SHIBAURA HOUSEにて 初のオリジナルプロジェクト"SONAR-FIELD" を開催。 SHIBAURA HOUSE 一棟を借り切り、コンサートともインスタレーションとも異なる新しい音楽体験をクリエイションし、話題となる。 (2019年3月、再演)
- 同年11月、京都芸術センターとの共同主催により 第二弾プロジェクト "TRANS" を発表。360°ぐるりと観客を囲い込む立体音響と、FOVE Memberの生演奏による空間を創造し、衝撃を与えた。
- オリジナルプロジェクトに加え、米津玄師 “海の幽霊”、"馬と鹿" (2019年) 、中島哲也監督作品 映画"来る" (2018年)、TVアニメーションシリーズ “ユーリ!!! on ICE”への参加 ならびに "ユーリ!!! on CONCERT" (2016年- ) への出演など、ジャンルの枠を拡張する活動も精力的に行う。
- 2019年秋、メンバーのヴァイオリニスト・尾池亜美をソロに迎え、 Ensemble FOVE 初となる CD作品"ZINGARO!!!"を 自主レーベルFOVE RECORDS よりリリース。

## 作品
| # | 発売日         | タイトル   | 形態 | 規格品番 |
| - | -------------- | ---------- | ---- | -------- |
| 1 | 2019年11月15日 | ZINGARO!!! | CD   | FORE-001 |